# Станіслав Вонтробка Стшелецький
Станіслав Вонтробка Стшелецький (*Stanisław Wątróbka Strzelecki бл. 1420 — 12 жовтня 1479) — державний діяч та урядник королівства Польського.

## Життєпис
Походив з польського шляхетського роду Вонтробок Стшелецьких гербу Окша з Малої Польщі (Сандомирської або Краківської землі). Народився близько 1420 року. Про батьків практично відсутні відомості. Стає прихильнико короля Казимира IV. 1472 року призначається каштеляном сандецьким.
1474 року став белзьким воєводою. На цій посаді перебував до 1478 року. У серпні того року став люблінським воєводою. Перебував на посаді до самої смерті 1479 року.

## Родина
Дружина — Катажина Кобилянська. Діти:
- Станіслав (д/н—1500)